# Vodacom Cup 2013
La Vodacom Cup de 2013 fue la decimosexta edición del torneo para selecciones provinciales de Sudáfrica.
El torneo se disputó en el primer semestre en paralelo al Súper Rugby, mientras que la Currie Cup se disputó en el segundo semestre.
El campeón fue el equipo de Golden Lions quienes obtuvieron su quinto campeonato.

## Sistema de disputa
El torneo se disputó en zonas que se distribuyeron por cercanía geográfica, los cuatro mejores equipos de cada zona clasificaron a los cuartos de final.

## Clasificación

### Sección Norte
| Pos. | Equipo             | Encuentros | Encuentros | Encuentros | Encuentros | Tantos | Tantos | Tantos | PB | PB | Puntos |
| Pos. | Equipo             | PJ         | PG         | PE         | PP         | F      | C      | Dif    | BO | BD | Puntos |
| ---- | ------------------ | ---------- | ---------- | ---------- | ---------- | ------ | ------ | ------ | -- | -- | ------ |
| 1.º  | Pumas              | 7          | 6          | 0          | 1          | 414    | 131    | +283   | 5  | 0  | 29     |
| 2.º  | Blue Bulls         | 7          | 5          | 0          | 2          | 435    | 159    | +276   | 6  | 2  | 28     |
| 3.º  | Griquas            | 7          | 4          | 0          | 3          | 296    | 161    | +135   | 6  | 0  | 22     |
| 4.º  | Golden Lions       | 7          | 4          | 0          | 3          | 320    | 154    | +166   | 4  | 1  | 21     |
| 5.º  | Leopards XV        | 7          | 4          | 0          | 3          | 289    | 158    | +131   | 3  | 2  | 21     |
| 6.º  | Griffons           | 7          | 3          | 0          | 4          | 133    | 245    | –112   | 1  | 0  | 13     |
| 7.º  | Falcons            | 7          | 2          | 0          | 5          | 139    | 269    | –130   | 1  | 0  | 9      |
| 8.º  | Limpopo Blue Bulls | 7          | 0          | 0          | 7          | 32     | 781    | –749   | 0  | 0  | 0      |

### Sección Sur
| Pos. | Equipo                 | Encuentros | Encuentros | Encuentros | Encuentros | Tantos | Tantos | Tantos | PB | PB | Puntos |
| Pos. | Equipo                 | PJ         | PG         | PE         | PP         | F      | C      | Dif    | BO | BD | Puntos |
| ---- | ---------------------- | ---------- | ---------- | ---------- | ---------- | ------ | ------ | ------ | -- | -- | ------ |
| 1.º  | Natal Sharks           | 7          | 6          | 0          | 1          | 279    | 166    | +113   | 4  | 1  | 29     |
| 2.º  | Western Province       | 7          | 5          | 1          | 1          | 208    | 153    | +55    | 4  | 1  | 27     |
| 3.º  | Eastern Province Kings | 7          | 5          | 1          | 1          | 191    | 154    | +37    | 3  | 0  | 25     |
| 4.º  | Pampas XV              | 7          | 4          | 1          | 2          | 238    | 192    | +46    | 4  | 0  | 22     |
| 5.º  | Free State Cheetahs    | 7          | 2          | 0          | 5          | 195    | 190    | +5     | 4  | 5  | 17     |
| 6.º  | SWD Eagles             | 7          | 1          | 0          | 6          | 147    | 202    | –55    | 2  | 4  | 10     |
| 7.º  | Border Bulldogs        | 7          | 2          | 0          | 5          | 143    | 239    | –96    | 0  | 1  | 9      |
| 8.º  | Boland Cavaliers       | 7          | 1          | 1          | 5          | 151    | 256    | –105   | 1  | 2  | 9      |

|  | Cuartos de final. |

### Cuartos de final
| 3 de mayo | Natal Sharks | 25 - 42 | Golden Lions | Kings Park Stadium, Durban |  |

| 3 de mayo | Pumas | 44 - 37 | Pampas XV | Mbombela Stadium, Nelspruit |  |

| 4 de mayo | Western Province | 21 - 13 | Griquas | Newlands Stadium, Ciudad del Cabo |  |

| 4 de mayo | Blue Bulls | 31 - 34 | Eastern Province Kings | Loftus Versfeld, Pretoria |  |

### Semifinales
| 10 de mayo | Pumas | 39 - 13 | Eastern Province Kings | Mbombela Stadium, Nelspruit |  |

| 11 de mayo | Golden Lions | 44 - 25 | Western Province | Ellis Park Stadium, Johannesburgo |  |

### Final
| 18 de mayo | Pumas | 28 - 42 | Golden Lions | Mbombela Stadium, Nelspruit |  |

| Bandera de Sudáfrica |
| Campeón Golden Lions |
| Quinto título        |